# José Rebolledo de Palafox
José Rebolledo de Palafox y Melzi duca di Saragozza (spagnolo: José Rebolledo de Palafox y Melci, duque de Zaragoza; Saragozza, 28 ottobre 1775 – Madrid, 15 febbraio 1847) è stato un generale spagnolo che combatté nella guerra d'indipendenza spagnola nominato Capitán general nel 1809.

## Biografia
Nacque a Saragozza, da un'antica famiglia aragonese. È il figlio di Juan Felipe Rebolledo de Palafox, Marchese de Lazán e Paula Melzi d'Eril e nipote di Francesco Melzi d'Eril.
Cresciuto alla corte spagnola, entrò nelle guardie in età molto giovane, e nel 1808, da sottotenente, accompagnò re Ferdinando VII di Spagna a Bayonne. Dopo aver vanamente tentato assieme ad altri di garantire la fuga di Ferdinando, fuggì in Spagna, e dopo poco tempo si pose alla testa del movimento patriottico dell'Aragona. Fu proclamato governatore popolare di Saragozza, e capitano generale di Aragona (25 maggio 1808). Nonostante la necessità di denaro e truppe regolari, non perse tempo per dichiarare guerra ai francesi, che avevano già invaso le vicine province di Catalogna e Navarra, e poco dopo ci fu l'attacco che aveva provocato. Saragozza, come fortezza, era sia antiquata dal punto di vista progettuale che scarsamente dotata di munizioni e provviste, e riuscì a difendersi per poco tempo. Fu allora che iniziò la vera resistenza. Una settimana di combattimenti da strada diedero agli assalitori il controllo della città, ma il fratello di Palafox riuscì ad aprirsi un passaggio in città con 3000 soldati. Stimolati dal carisma di Palafox e da coloro che guidavano la folla, gli abitanti combatterono per riottenere i restanti quartieri cittadini centimetro per centimetro, e quando era necessario si ritiravano nei sobborghi oltre l'Ebro, distruggendo il ponte. La battaglia durò nove giorni, e terminò con la ritirata dei francesi (14 agosto), dopo un assedio che durò in tutto 61 giorni.

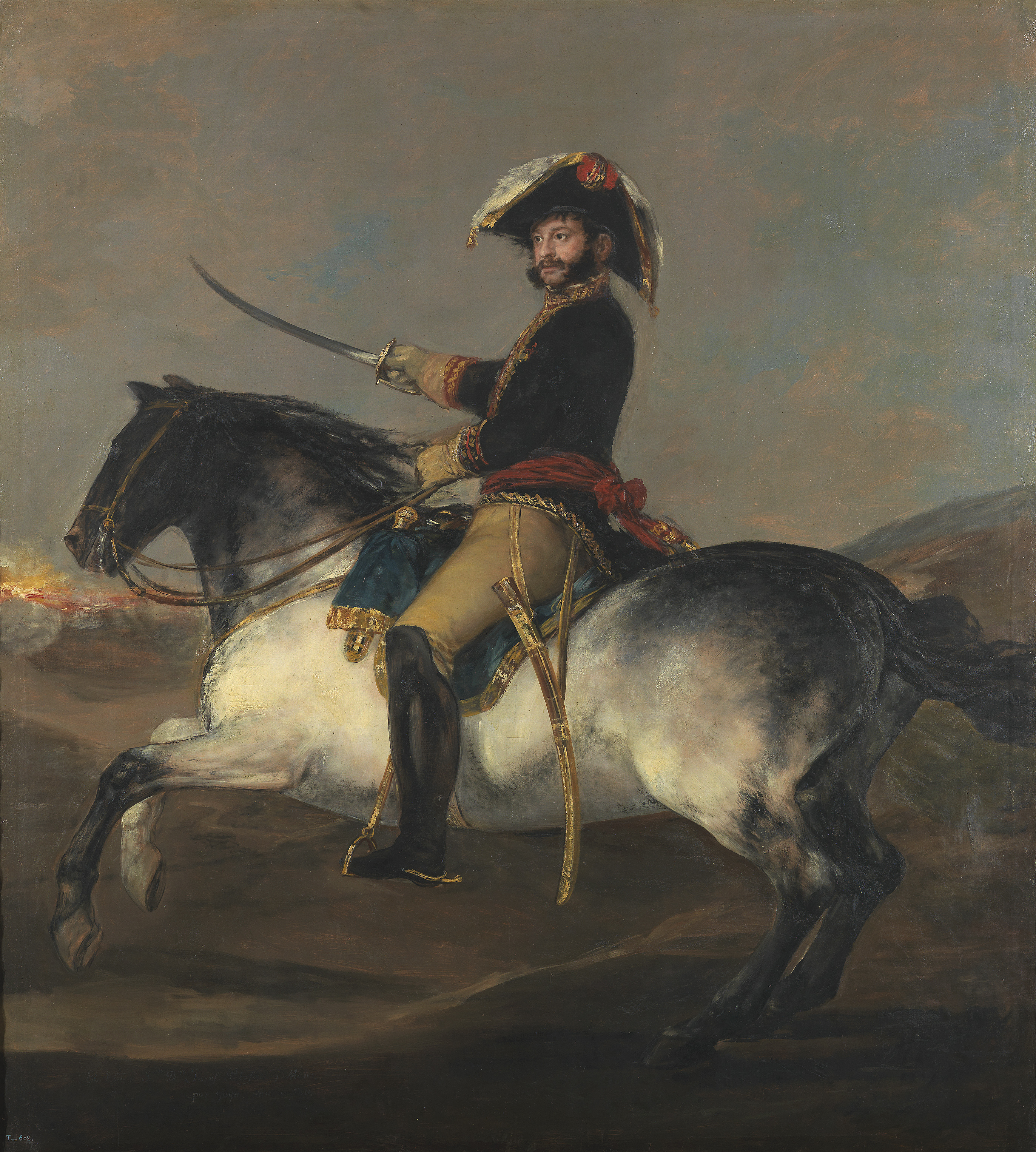
Il duca di Saragozza, ritratto da Francisco Goya

A questo punto Palafox tentò una breve campagna militare in campo aperto, ma quando l'esercito di Napoleone entrò in Spagna, annientando un esercito dopo l'altro in poche settimane, Palafox fu costretto a tornare a Saragozza, dove subì un secondo assedio. Questo assedio terminò, dopo tre mesi, con la caduta della città, o piuttosto con la rinuncia alla resistenza dato che la città era in rovina, ed una pestilenza aveva spazzato via migliaia di combattenti. Lo stesso Palafox, colpito dall'epidemia, fu catturato dai francesi e imprigionato a Vincennes fino al dicembre 1813. Nel giugno del 1814 fu confermato a capo della Capitaneria Generale dell'Aragona, ma poco dopo si ritirò dalla vita pubblica. Dal 1820 al 1823 comandò la guardia reale di re Ferdinando ma, prendendo le difese della Costituzione nella successiva guerra civile, gli furono tolti tutti gli onori e gli incarichi da parte del re, dato che la restaurazione francese rappresentò il trionfo dell'assolutismo. Palafox rimase defilato per molti anni. In seguito ricevette il titolo di duca di Saragozza dalla regina Maria Cristina. A partire dal 1836 prese parte alla vita militare e politica come capitano generale di Aragona e senatore.
Morì a Madrid nel 1847.